# Téteghem
Téteghem – miejscowość i dawna gmina we Francji, w regionie Hauts-de-France, w departamencie Nord. W 2013 roku jej populacja wynosiła 7158 mieszkańców. 
W dniu 1 stycznia 2016 roku z połączenia dwóch ówczesnych gmin – Coudekerque-Village oraz Téteghem – powstała nowa gmina Téteghem-Coudekerque-Village. Siedzibą gminy została miejscowość Téteghem. 